# Octavian Simu
Octavian Simu (n. 10 iunie 1935, Ilișești, județul interbelic Suceava) este un autor de dicționare, eseist, poet, prozator și scriitor român, specialist în cultura și civilizația Extremului Orient.

## Biografie
Octavian Simu s-a născut la 10 iunie 1935, in comuna Ilișești, județul Suceava. A făcut studiile liceale la liceele “Gheorghe Lazăr” (Sibiu), “Independența” (Calafat) și “Ștefan cel Mare” (Suceava) în perioada 1945 - 1952.
- Absolvent al Facultății de Medicină din Iași (1952-1958);
- Studii de limba și cultura japoneză la Universitatea Populară București (1966-1972);
- Medic specialist interne la Spitalul Sfântul Luca din București;
- Membru al Uniunii Scriitorilor din România (1971).
- Membru fondator și președinte al Societății Române de Niponologie (1990).
- Membru fondator al Societății Medicilor Scriitori și Publiciști (1990).

## Opere publicate

### Artă
- 2013 - Mandala, geometrie și artă sacră Arhivat în 16 ianuarie 2014, la Wayback Machine., Editura Herald.

### Articole / Eseuri în antologii
- 1993 - Clipa cea repede ... Editura Viața Medicală Românească;
- 1997 - Japonia, o continuă revelație, Editura FIAT LUX;
- 2005 - Exotice – Fantasticul mileniului III, Editura Granada.

### Dictionare / Ghiduri de conversație
- 1980 - Mic dicționar japonez-român, ediția întâi, Editura Sport-Turism;
  - 2007 - Mic dicționar japonez-român, ediția a doua, Editura Lucman;
- 1981 - Mic dicționar român-japonez, Editura Sport-Turism;
- 1981 - Ghid de conversație japonez-român, Editura Sport-Turism;
- 1981 - Ghid de conversație român-japonez, Editura Sport-Turism;
- 1992 - Ghid de conversație japonez-român. ediție adăugită, Editura Abeona;
- 1992 - Ghid de conversație român-japonez, ediție adăugită, Editura Abeona.

### Jurnale de călătorie
- 1980 - Pecetea dragonului, însemnări de călătorie în China, Editura Eminescu;

### Mitologie
- 2005 - Mitologia japoneză,  Un dicționar, Editura Saeculum I.O.;
- 2013 - Mitologie chinezǎ, Editura Herald;
- 2018 - Tezaurul mitologic japonez, Editura Saeculum I.O.

### Orientalistică
- 1984 - Civilizația japoneză tradițională, Editura Științifică și Enciclopedică;
  - 2004 -  Civilizația japoneză tradițională, ediția a doua, Editura Saeculum;
  - 2011 -  Civilizația japoneză tradițională, ediția a treia, Editura Herald.
- 1994 - Dicționar de literatură japoneză, Editura Albatros, Premiul Societății Haiku pe anul 1997;
- 2006 - Dragonul în imaginarul mitologic, Editura Vestala;
- 2006 - Lumea teatrului japonez, Editura Vestala;
- 2006 - Arhitectură japoneză veche, Editura Paideia;
- 2007 - Budismul japonez. Istorie, doctrină și tradiție, Editura Herald;
- 2008 - Shintō. Calea zeilor, Editura Herald;
- 2011 - Șamanismul. Călătorie între două lumi, Editura Herald; [1]
- 2011 - Eternul feminin japonez, Editura Saeculum I.O.;
- 2019 - Misterioasa populație AINU din Japonia, Editura Saeculum I.O.;
- 2022 - Japonia preistorică,  Editura Saeculum I.O.
- 2024 - Pictura japoneză - Școli, curente, tradiții, valori, Editura Junimea (Iași)

### Poezie
- 2001 - Crângul semnelor, poeme, Editura Anno Domini;
- 2006 - Adagio de toamnă, poezie, Editura Sanctuar;
- 2012 - Cetatea de hârtie, poeme, Editura Herald;
- 2019 - La umbra cuvintelor, poezie, Editura Notarom, București:
- 2022 - Fructele vântului, poezie, Editura Notarom, București;

### Proză
- 1971 - Balanța cu umbre, proză scurtă, Editura Cartea Românească;
- 1972 - Spațiile altora, roman, Editura Cartea Românească;
- 1974 - Lumină târzie, roman, Editura Eminescu;
- 1975 - Popasul, roman, Editura Cartea Românească;
- 1977 - Drumețul fără toiag, roman, Editura Eminescu;
- 1978 - Rădăcinile casei, roman, Editura Cartea Românească;
- 1985 - Prizonierul deșertului, roman, Editura Cartea Românească;
- 2008 - Herghelia verde, roman, Editura Herald;
- 2020 - Cărări încrucișate, roman, Editura Junimea;

### Volume publicate după anul 2014
- 2015 - Șamanism în Tibet, Editura Herald, București;
- 2018 - Șamanismul. Călătorie între două lumi,  Editura Herald (ediția a.II-a), București;
- 2018 - Femeia șaman. Istorie, miologie și șamanism modern,  Editura Herald, București.